# 沖風 (駆逐艦)
|          |                                                                                       |
| 艦歴     |                                                                                       |
| 計画     | 1917年度（八四艦隊案）                                                                |
| 起工     | 1919年2月22日                                                                         |
| 進水     | 1919年10月3日                                                                         |
| 竣工     | 1920年8月17日                                                                         |
| その後   | 1943年1月10日戦没                                                                     |
| 除籍     | 1943年3月1日                                                                          |
| 要目     |                                                                                       |
| 排水量   | 基準：1,215トン 公試：1,345トン                                                       |
| 全長     | 102.6メートル                                                                         |
| 全幅     | 8.92メートル                                                                          |
| 吃水     | 2.79メートル                                                                          |
| 機関     | ロ号艦本式缶4基 パーソンズ式タービン2基2軸 38,500馬力                                 |
| 速力     | 39ノット                                                                              |
| 航続距離 | 14ノットで3,600カイリ                                                                 |
| 燃料     | 重油：395トン                                                                         |
| 乗員     | 154名                                                                                 |
| 兵装     | 45口径12cm単装砲4門 6.5mm単装機銃2挺 53.3cm連装魚雷発射管3基 （魚雷8本） 一号機雷16個 |

沖風（おきかぜ）は、日本海軍の駆逐艦。峯風型駆逐艦の3番艦である。艦名は沖に吹く風に由来する。

## 艦歴
舞鶴海軍工廠で建造。一等駆逐艦に類別され、横須賀鎮守府籍に編入。
1920年（大正9年）12月、同型艦「峯風」「澤風」「矢風」と共に第2駆逐隊を編成し、第2艦隊第2水雷戦隊に編入された。
1930年（昭和5年）11月、第2駆逐隊は第1航空戦隊に編入し、空母「赤城」直衛として不時着機の救助を行う、いわゆる「トンボ釣り」に従事した。
1932年（昭和7年）、第一次上海事変に際して、長江水域の諸作戦に参加した。
1940年（昭和15年）10月11日、横浜港沖で行われた紀元二千六百年特別観艦式に参加。
1941年（昭和16年）10月、大湊警備府付属に編入。12月8日から室蘭、厚岸方面の哨戒、津軽海峡東方での哨戒に当る。
1942年（昭和17年）4月10日、横須賀鎮守府に編入され、同日、大湊を出港し、4月13日に横須賀入港。4月25日から横須賀 - 串本間の船団護衛に従事。5月25日から東京湾口で対潜掃討を実施。6月2日から24日まで、横須賀で入渠修理を行った。7月2日から東京湾口で船団護衛に当る。9月30日から三陸沖方面で対潜掃討、船団護衛に従事。11月には横須賀に戻り、東京湾口での船団護衛を担った。
1943年（昭和18年）1月9日、横須賀を出港し東京湾口で対潜掃討に従事していたものの、1月10日、米潜水艦トリガー(USS Trigger, SS-237)の雷撃により勝浦灯台南方8海里にて沈没した。

## 歴代艦長
※『艦長たちの軍艦史』221-222頁及び『官報』による。

### 艤装員長
- （心得）池田武義 少佐：1920年6月17日[2] - 1920年7月3日[3]
- （兼・心得）池田武義 少佐：1920年7月3日[3] -

### 駆逐艦長
- （心得）池田武義 少佐：1920年7月3日[3] - 1921年12月1日[4]
- 池田武義 中佐：1921年12月1日[4] - 1922年11月10日[5]
- （兼）植松練磨 中佐：1922年11月10日[5] - 1922年12月1日
- 公家種次 中佐：1922年12月1日 - 1923年11月20日
- （心得）根岸清八 少佐：1923年11月20日[6] - 1924年5月31日[7]
- （心得）山口実 少佐：1924年5月31日 - 不詳
- 山口実 少佐：不詳 - 1925年12月1日[8]
- 斎藤二朗 中佐：1925年12月1日 - 1926年9月1日[9] ※1926年8月1日から予備艦
- （兼）藤堂功 中佐：1926年9月1日[9] - 1926年12月1日[10]
- 池田七郎 少佐：1926年12月1日 - 1927年5月28日
- 佐藤慶蔵 少佐：1927年5月28日 - 1928年12月10日 ※同日から予備艦
- （兼）古瀬倉蔵 少佐：1928年12月10日[11] - 1929年2月20日[12]
- 平岡貞 中佐：1929年2月20日[12] - 1929年4月10日[13]
- （兼）古瀬倉蔵 少佐：1929年4月10日[13] - 1929年11月30日[14]
- （兼）田原吉興 少佐：1929年11月30日[14] - 1930年11月20日[15]
- 田村劉吉 少佐：1930年11月20日 - 1932年5月2日[16]
- 博義王 少佐：1932年5月2日 - 1932年12月1日
- 村上暢之助 少佐：1932年12月1日 - 1934年11月6日 ※同日から予備艦
- （兼）成田茂一 少佐：1934年11月6日[17] - 1934年11月15日[18]
- 沢村成二 少佐：1934年11月15日[18] - 1935年7月18日[19]
- （兼）吉田義行 少佐：1935年7月18日[19] - 1935年12月11日[20]
- （兼）白石長義 少佐：1935年12月11日[20] - 1936年6月15日[21]
- （兼）亀山峯五郎 中佐：1936年6月15日[21] - 1937年3月1日[22]
- 竹内虎四郎 少佐：1937年12月1日 - 1937年12月9日[23]
- （兼）大田春男 少佐：1937年12月9日[23] - 1938年3月5日[24]
- 赤沢次寿雄 少佐：1938年3月5日 - 1938年12月15日[25]
- （兼）川島良雄 少佐：1938年12月15日 - 1939年1月15日[26]
- 宮内新一 少佐：1939年1月15日 - 1939年3月18日[27]
- 上杉義男 少佐：1939年3月18日 - 1940年10月15日[28]
- 山名寛雄 少佐：1940年10月15日 -
- 末次信義 少佐：1942年4月13日 -
- 井内儀三郎 少佐：1942年11月7日 - 1943年1月10日戦死

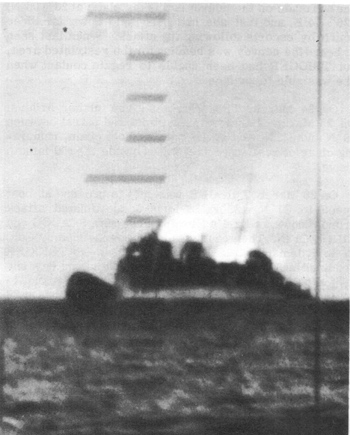
1943年1月10日、トリガーから撮影された駆逐艦沖風の最後

## 慰霊
千葉県勝浦市川津に沖風の生存者が1977年に私費で建立した勝浦平和観音があり、毎年1月10日に慰霊祭が行われている。